# Liste der Straßen in Oberhausen-Lirich
Die Liste der Straßen in Oberhausen-Lirich beschreibt das Straßensystem im Oberhausener Stadtteil Lirich(-Nord) mit den entsprechenden historischen Bezügen.

## Überblick
Lirich(-Nord) ist ein Sozialquartier der Stadt Oberhausen, das oftmals mit Lirich-Süd zu Lirich zusammengefasst wird. Wegen seiner – im Vergleich zum Norden Lirichs – heterogenen Struktur wird Lirich-Süd jedoch separat in der Liste der Straßen in Oberhausen-Lirich-Süd behandelt.
In Lirich leben 7.174 Einwohner (Stand: Dezember 2015) auf einer Fläche von 4,08 km².
Die geringe Bevölkerungsdichte von nur 1757 Einwohnern pro km² erklärt sich durch die Tatsache, dass mehr als die Hälfte der Fläche des Stadtteils durch das Industriegebiet West 2, sich anschließende Gewerbegebiete sowie die Müllverbrennungsanlage GMVA Niederrhein eingenommen wird.
Lirich bildet zusammen mit Lirich-Süd und Alstaden an der Ruhr den Postleitzahlenbezirk 46049.
Der Stadtteil wird – im Norden beginnend – im Uhrzeigersinn folgendermaßen begrenzt: Niebuhrstraße zum Duisburger Stadtteil Obermeiderich, Rhein-Herne-Kanal zu Obermeiderich und Buschhausen, wobei der Westfriedhof auf der anderen Kanalseite noch zu Lirich zählt, Bahnstrecke Oberhausen–Arnhem zur Neuen Mitte Oberhausen sowie Bahnstrecke Duisburg–Quakenbrück zu Lirich-Süd.
In Lirich gibt es 38 benannte Verkehrsflächen, darunter vier Plätze. Davon befinden sich drei Straßen nur teilweise im Stadtteil:

Die Niebuhrstraße befindet sich auch in Obermeiderich und Lirich-Süd, die Westmarkstraße führt weiter nach Buschhausen. Die Buschhausener Straße wird sowohl im Norden in Buschhausen als auch im Süden in Lirich-Süd fortgesetzt.
Viele Straßen sind Teil von Themengruppen, hierzu zählen (von West nach Ost):
- Blumengattungen (Rosenstraße, Tulpenstraße, Veilchenweg, Nelkenstraße): Ihre Benennung fand wohl in Anlehnung an die Rosenstraße statt, die nach Franz Rose und nicht nach den Blumen benannt wurde.
- Baumgattungen (Ahornstraße, Ulmenstraße, Eschenstraße, Kastanienweg)
- weibliche Vornamen (Helenenstraße, Katharinenstraße, Margaretenstraße, Karolinenstraße): Katharinen- wie Karolinenstraße tragen ihre Namen nach echten Personen; die Namen der anderen beiden Straßen wurden wohl daran angelehnt.

Durch Lirich verläuft die Bundesautobahn 3 mit der Anschlussstelle 13 Oberhausen-Lirich, außerdem befindet sich teilweise im Liricher Gebiet die Anschlussstelle 12 Kreuz Oberhausen-West.
Die Landesstraße 215 durchquert Lirich auf der Buschhausener Straße, die Landesstraße 447 auf der Ruhrorter Straße. Zum Oberhausener Kreisstraßensystem gehört der Straßenzug Westmarkstraße – Liricher Straße – Wilmsstraße als Kreisstraße K 19.

## Übersicht der Straßen und Plätze
Die nachfolgende Tabelle gibt eine Übersicht über die vorhandenen Straßen, Wege und Plätze im Stadtteil sowie einige dazugehörige Informationen.
- Name: aktuelle Bezeichnung der Straße oder des Platzes.
- Länge/Maße in Metern:
- Die in der Übersicht enthaltenen Längenangaben sind gerundete Übersichtswerte, die in Google Earth mit dem dortigen Maßstab ermittelt wurden. Sie dienen Vergleichszwecken und werden, sofern amtliche Werte bekannt sind, ausgetauscht und gesondert gekennzeichnet.
Bei Plätzen sind die Maße in der Form a × b angegeben.
- Der Zusatz im Stadtteil gibt an, dass die Länge die des Straßenabschnitts innerhalb Lirichs ist, sofern die Straße in benachbarte Stadtteile weitergeführt wird.
- Der Zusatz ohne Stichstraßen gibt bei verzweigten Straßen die Länge der „Hauptstraße“ an.
- Der Zusatz (alle Straßenabschnitte zusammen) gibt an, dass die Straße so verwinkelt ist, dass keine „Hauptstraße“ besteht. Stattdessen wird die Länge aller Straßenabschnitte zusammengezählt.
- Herleitung: Ursprung oder Bezug des Namens
- Anmerkungen: zusätzliche Informationen
- Bild: Foto der Straße oder eines anliegenden Objekts

| Name                   | Länge/Maße (in Metern)       | Herleitung                                                                       | Datum der Benennung | Bemerkungen | Bild |
| ---------------------- | ---------------------------- | -------------------------------------------------------------------------------- | ------------------- | --- | ---- |
| Ahornstraße            | 100                          | Ahorne, Baumgattung                                                              |                     | Die Ahornstraße ist eine kurze Verbindung zwischen Weiler- und Ulmenstraße. Einige Straßen in der Umgebung sind nach Baumgattungen benannt. |      |
| Alfredstraße           | 150                          | Alfred, männlicher Vorname                                                       |                     | Die Alfredstraße verbindet die Eschenstraße mit der Antonstraße. Ihren Namen trägt sie wohl in Anlehnung an die Antonstraße. |      |
| Antonstraße            | 120                          | Anton Bartmann, Bauunternehmer                                                   |                     | Die Antonstraße führt von der Liricher Straße zur Alfredstraße. Sie ist nach Anton Bartmann, einem Bauunternehmer, der hier die ersten Häuser errichten ließ, benannt. |      |
| Blumbergstraße         | 400                          | Carl Blumberg & Cie, ehem. Teerfabrik                                            |                     | Hier errichtete die Firma Carl Blumberg um 1870 eine Teerfabrik und Arbeiterhäuser. Noch vor 1900 wurde die Fabrik aufgegeben und abgerissen. Die Blumbergstraße führt von der Rosenstraße zur Wilhelmshavener Straße. |      |
| Bonmannplatz           | 75                           | Bonmann, alte Liricher Familie                                                   |                     | Der Bonmannplatz führt an der Katharinenkirche von der Wilmsstraße zur gleichnamigen Grünanlage. Er ist wie die Bonmannstraße nach der alteingesessenen Liricher Familie Bonmann benannt. |      |
| Bonmannstraße          | 400                          | Bonmann, alte Liricher Familie                                                   |                     | Die Bonmannstraße ist die Fortsetzung der Margaretenstraße hinter der Helenenstraße. Sie führt bis an die Buschhausener Straße, hat aber keine Kreuzung zu ihr. Die Bonmannstraße ist wie der Bonmannplatz nach der alteingesessenen Liricher Familie Bonmann benannt, sie wurde auch 1905 von Christina Bonmann als Unternehmerstraße angelegt. |      |
| Buschhausener Straße   | 800 im Stadtteil             | Buschhausen, benachbarter Stadtteil von Oberhausen                               | 1945                | Die Buschhausener Straße durchquert den Stadtteil Buschhausen, weswegen sie nach ihm benannt ist. Sie führt in Lirich zwischen der Müllverbrennungsanlage GMVA Niederrhein und dem Industriegebiet West 2 entlang bis nach Lirich-Süd und in die Innenstadt, wo sie als Ebertstraße fortgesetzt wird. Zwischen 1903 und 1968 befand sich auf dem Gelände westlich der Buschhausener Straße die Schachtanlage Concordia 4/5, deren Kraftwerk seit 1973 zur GMVA umgebaut worden ist. Bis 1918 trug sie den Namen Mathildenstraße, danach bis 1945 Ludendorffstraße. |      |
| Concordiaplatz         | 150                          | liegt inmitten einer Siedlung der Zeche Concordia                                | 1919                | Der Concordiaplatz liegt zwischen Ulmen- und Eschenstraße an der gleichnamigen Grünanlage und heißt so, weil er 1919 in einer Arbeitersiedlung der Zeche Concordia angelegt worden ist. |      |
| Emscherstraße          | 1600 ohne Stichstraßen:1200  | Emscher, in der Nähe fließender Fluss                                            |                     | Die Emscherstraße führt am Westfriedhof und am Ufer des Kanals entlang von der Ulmenstraße westwärts bis nach Duisburg hinein. Die Emscherstraße bildete früher die Nordgrenze des Stiftes Essen. Bis vor einigen Jahren flossen Altarme der Emscher noch an dieser Straße und im Westfriedhof, weshalb sie nach dem Fluss benannt ist. |      |
| Eschenstraße           | 800                          | Eschen, Baumgattung                                                              |                     | Die Eschenstraße zieht sich durch ganz Lirich und verbindet die Ruhrorter Straße mit der Alfredstraße. Einige Straßen in der Umgebung sind nach Baumgattungen benannt. |      |
| Girondelle             | 590 ohne Stichstraßen: 450   | Flöz Girondelle, Esskohlenflöz der Wittener Schichten                            |                     | Das Flöz Girondelle wurde hauptsächlich auf der Zeche Concordia abgebaut. Die Girondelle führt von der Rosenstraße südwärts zur Wilhelmshavener Straße, es handelt sich um eine Einbahnstraße. Eine kurze Verbindung zwischen Girondelle und Weilerstraße ist ebenfalls der Girondelle zugeordnet. |      |
| Grünstraße             | 400                          | führte früher durch unbebautes Gelände                                           |                     | Bis 1934, vor dem Autobahnbau, führte die Grünstraße bis zur Hagensallee in Meiderich, fast vollständig durch unbebautes Gelände. Noch heute liegt hier nicht viel außer einer Kleingartenanlage. |      |
| Heinrich-Jochem-Platz  | 60 × 50                      | Heinrich Jochem, 1889–1978, Oberhausener Stadtverordneter und Widerstandskämpfer | 1985                | Der Heinrich-Jochem-Platz ist vornehmlich eine Grünanlage vor der ehemaligen Bergehalde der Zeche Concordia. |      |
| Helenenstraße          | 160                          | Helena, weiblicher Vorname                                                       | 1936                | Die Helenenstraße, die von der Wilmsstraße zur Bonmannstraße führt, wurde wohl in Anlehnung an den früheren Namen Christinenstraße willkürlich nach dem weiblichen Vornamen benannt. Es handelt sich um eine Einbahnstraße, die um 1905 auf dem Grundstück von Christina Bonmann angelegt wurde. An der Straße befindet sich die katholische Kirche St. Katharina. |      |
| Karolinenstraße        | 80                           | Karoline Uhlenbruck                                                              | 1905                | Zusammen mit der Familie Bonmann plante und baute der alteingesessene Bürger Johann Uhlenbruck um 1905 diese Straße, weswegen sie nach seiner Frau Karoline benannt wurde. |      |
| Kastanienweg           | 470 ohne Stichstraßen: 400   | Kastanien, Baumgattung                                                           |                     | Der Kastanienweg führt von der Ruhrorter Straße nordwärts bis weit hinter die Wunderstraße. Einige Straßen in der Umgebung sind nach Baumgattungen benannt. |      |
| Katharinenstraße       | 550                          | Katharina Krüßmann                                                               | nach 1888           | Dieser alte Heideteilungsweg ist nach Katharina Krüßmann benannt, einer Frau, die sich mit umfangreichen Schenkungen am Bau der ersten Katharinenkirche, 1888, beteiligt hat. Die Katharinenstraße führt nahe der Katharinenkirche von der Wilmsstraße als Fortsetzung der Wunderstraße bis zur Buschhausener Straße, hinter der sie als Zum Eisenhammer fortgeführt wird. |      |
| Kreuzstraße            | 280                          | führte früher an einem hohen Kreuz auf dem Westfriedhof vorbei                   |                     | Ursprünglich verlief die Kreuzstraße, die heute von der Emscherstraße zum Westfriedhof führt, auch über den Westfriedhof und dabei an einem hohen Kreuz vorbei. Vermutlich heißt die Straße deshalb so. Eine zweite Theorie besagt, dass die Kreuzstraße ihren Namen trägt, weil sie die Stadtgrenze zweimal kreuzte. Früher hieß die Straße Zum hohen Kreuz. |      |
| Liricher Straße        | 750 ohne Stichstraßen: 450   | durchquert Lirich                                                                |                     | Die Liricher Straße durchquert den Stadtteil in Ost-West-Richtung von der Wilmsstraße bis zur Ulmenstraße und ist daher nach ihm benannt. Verschiedene, kleinere Stichstraßen sind ihr ebenfalls zugeordnet. |      |
| Margaretenstraße       | 220                          | Margarete, weiblicher Vorname                                                    | 1933                | Die Margaretenstraße ist in Anlehnung an die benachbarten Straßen Katharinenstraße, Karolinenstraße und früher auch Christinenstraße willkürlich nach dem weiblichen Vornamen benannt worden. Sie führt als Fortsetzung der Bonmannstraße hinter der Helenenstraße bis hinter die Wunderstraße, kurz vor den Eisenbahndamm. |      |
| Nelkenstraße           | 120                          | Nelken, Blumengattung                                                            | 1936                | Die Nelkenstraße verbindet die Weilerstraße mit der Ulmenstraße. Einige Straßen in der Umgebung sind nach Blumengattungen benannt. Die Nelkenstraße wurde 1873 als Neue Brückenstraße angelegt, später wurde sie Teil der Liricher Straße, bis sie 1936 ihren heutigen Namen erhielt. |      |
| Niebuhrstraße          | 550 im Stadtteil             | Barthold Georg Niebuhr, 1776–1831, Historiker, Staatsmann und Minister           | 1927                | Die Niebuhrstraße gehört nur zur Hälfte zu Lirich, die andere Straßenhälfte ist Teil von Obermeiderich. Die Häuser auf der Niebuhrstraße sind durch die Autobahn und die Ruhrorter Straße deutlich isoliert vom Rest Lirichs. Die Niebuhrstraße, die 1927 in Einvernehmen mit Duisburg so benannt wurde und dabei den Namen Meidericher Straße verlor, führt von der Ruhrorter Straße in einem Bogen nach Südosten und wird durch die Bundesautobahn 3 unterbrochen. In Lirich-Süd wird sie fortgesetzt und endet dort an der Duisburger Straße.                   |      |
| Roseggerstraße         | 70                           | Peter Rosegger, 1843–1918, österreichischer Volks- und Heimatdichter             |                     | Die Roseggerstraße ist eine kleine Stichstraße zur Siebenbürgenstraße. |      |
| Rosenstraße            | 1500                         | Franz Rose errichtete hier das erste Haus.                                       |                     | Die Rosenstraße führt zunächst von der Grünstraße nordwärts parallel zum Rhein-Herne-Kanal, bevor sie hinter der Schleuse einen Knick nach Osten macht und quer durch Lirich weiter bis zur Wilmsstraße führt, hinter der sie als Bonmannplatz fortgesetzt wird. |      |
| Ruhrorter Straße       | 1700 im Stadtteil            | Ruhrort, Stadtteil von Duisburg                                                  | 1892                | Die Ruhrorter Straße führt von der Duisburger Straße im Süden Lirichs parallel zum Eisenbahndamm bis nach Duisburg. An ihr liegt die Anschlussstelle der Bundesautobahn 3 13 Oberhausen-Lirich. Bis 1892 hieß sie Obermeidericher Provinzialstraße. |      |
| Schleusenstraße        | 260                          | Schleuse Oberhausen                                                              |                     | Die Schleusenstraße liegt an der Schleuse Oberhausen, nach der sie benannt ist. Sie führt von der Weilerstraße in einem Bogen zur Rosenstraße. |      |
| Siebenbürgenstraße     | 400                          | Siebenbürgen, Region in Rumänien                                                 | 1937                | Die Siebenbürgenstraße verbindet die Ruhrorter mit der Rosenstraße. Bis 1937 trug sie den Namen Waghalsstraße. |      |
| Tulpenstraße           | 300                          | Tulpen, Blumengattung                                                            |                     | Die Tulpenstraße verbindet die Rosenstraße mit der Wilhelmshavener Straße. Einige Straßen in der Umgebung sind nach Blumengattungen benannt. An der Tulpenstraße befindet sich die Heimat des Fußballvereins „SC Blau-Weiß 09/12 Oberhausen-Lirich“. |      |
| Uhlenbruckplatz        | 80                           | Uhlenbruckhof, altes Liricher Bauerngut                                          |                     | Die Familie Uhlenbruck beteiligte sich am Projekt „Grüne Straßen“, das um 1900 gezielt Alleen anlegte. Auch das Gelände zur Anlegung des Uhlenbruckplatzes gehörte zum alten Uhlenbruckhof und wurde von dessen Besitzern zur Verfügung gestellt, weswegen der Platz ihren Namen erhielt. |      |
| Uhlenbrucksfeld        |                              | Feld des Uhlenbruckhofs                                                          | 5. Sep. 2012        | Die Neubausiedlung Uhlenbrucksfeld, eine Stichstraße zur Rosenstraße, ist wohl danach benannt, dass sie auf dem Feld des alten Uhlenbruckhofs liegt. |      |
| Ulmenstraße            | 1210 ohne Stichstraßen: 1100 | Ulmen, Baumgattung                                                               |                     | Die Ulmenstraße durchquert ganz Lirich und führt von der Ruhrorter Straße nordwärts bis zur Liricher Straße, auch die Kanalbrücke sowie das Straßenstück zwischen Kanal und Hamborner Allee sind noch ihr zugeordnet. Hinter der Hamborner Allee wird sie in Buschhausen als Westmarkstraße fortgesetzt, eine Verbindung zur Weilerstraße ist ihr ebenfalls zugeordnet. Einige Straßen in Lirich sind nach Baumgattungen benannt. |      |
| Veilchenweg            | 130                          | Veilchen, Blumengattung                                                          | 1955                | Der Veilchenweg verbindet Tulpen- und Blumbergstraße. Er ist wie einige Straßen in Lirich nach einer Blumengattung benannt und wurde 1955 in der Bergmannssiedlung angelegt. |      |
| Weilerstraße           | 950                          |                                                                                  |                     | Die Weilerstraße war ursprünglich ein Ackerweg mit dem Namen Heller Weg. Über die Bedeutung des Namens „Weilerstraße“ lässt sich nichts herausfinden. Die Weilerstraße führt heute von der Ruhrorter Straße parallel zur Ulmenstraße bis hinter die Nelkenstraße an den Rhein-Herne-Kanal. |      |
| Wickstraße             | 130                          | Georg Wick errichtete hier das erste Haus.                                       |                     | Der Gastwirt Georg Wick erbaute das erste Haus an diesem alten Heideteilungsweg, der Wilms- und Rosenstraße miteinander verbindet. Früher führte die Wickstraße weiter nordwärts bis zum Kanal, dieser Teil wurde beim Bau des Kanalhafens der Schachtanlage Concordia eingezogen. |      |
| Wilhelmshavener Straße | 800                          | Wilhelmshaven, Hafenstadt in Niedersachsen                                       | 1936                | Der Name „Wilhelmshavener Straße“ erinnert daran, dass durch den Bau des Rhein-Herne-Kanals das letzte Teilstück des Binnenwasserweges geschlossen wurde, um Wilhelmshaven und die anderen Nordseehäfen zu erreichen. Die Wilhelmshavener Straße führt von der Rosenstraße nahe der Schleuse Oberhausen ostwärts, hinter der Eschenstraße wird sie als Wunderstraße fortgesetzt. Bis 1936 trug die Straße den Namen Jägerstraße. |      |
| Wilmsstraße            | 550                          | Wilmshof, altes Liricher Bauerngut                                               | 1911                | Die Wilmsstraße liegt im Zentrum Lirichs und führt von der Duisburger Straße nordwärts zur Liricher Straße. An ihr befindet sich die katholische Kirche St. Katharina, die 1981 errichtet wurde, nachdem die Vorgängerkirche von 1929 wegen Bergschäden abgerissen wurde. Die erste Katharinenkirche von 1888 musste bereits in den 1920ern wegen Bergschäden abgerissen werden. Bis 1911 trug die Wilmsstraße den Namen Wasserleitungsstraße. |      |
| Wunderstraße           | 550                          | Wunder, Leiter des Mülheimer Katasteramtes um 1890                               |                     | Als die Liricher Straßen zur Benennung anstanden, leitete ein Mann namens „Wunder“ das Mülheimer Katasteramt, dem 1890 auch Oberhausen unterstand. Nach ihm wurde die Wunderstraße benannt. Die Wunderstraße führt heute von der Eschenstraße als Fortsetzung der Wilhelmshavener Straße bis zur Wilmsstraße, hinter der sie als Katharinenschule weitergeführt wird. An ihr befindet sich die „Grundschule an der Wunderstraße“, die 2012 aus der Zusammenlegung der städtischen Emscherschule und der katholischen Katharinenschule entstanden ist.              |      |
| Zum Eisenhammer        | 2600 ohne Stichstraßen: 2100 | Eisenhammer Neu-Essen, ehem. Hammerwerk                                          |                     | 1791 hat Kunigunde von Essen hier am Ufer der alten Emscher ein Hammerwerk, Eisenhammer Neu-Essen, anlegen lassen, nach dem die Straße benannt wurde. Sie liegt zwischen Gewerbegebieten, dem Industriegebiet West 2, dem Rhein-Herne-Kanal und dem Kaisergarten und ist eine Stichstraße zur Buschhausener Straße. |      |

## Liste nicht mehr vorhandener Straßen in Lirich
| Name                             | von  | bis  | umbenannt in (aktuell)   | Herleitung | Bemerkungen |
| -------------------------------- | ---- | ---- | ------------------------ | --- | --- |
| Ackerstraße                      |      | 1933 | → Margaretenstraße       | Die Ackerstraße führte früher zum Ackergelände der Familie Bonmann. | |
| Christinenstraße                 | 1905 | 1936 | → Helenenstraße          | Die Straße wurde auf dem Grundstück von Christina Bonmann angelegt. | |
| Dahlienweg                       |      | 1975 | eingezogen               | Wie einige Straßen in der Umgebung ist der Dahlienweg nach einer Blumengattung, den Dahlien, benannt. | Der Dahlienweg lag bis 1975 am Westfriedhof und wurde durch die Erweiterung des Kreuzes Oberhausen-West der Bundesautobahn 42 überbaut.       |
| Heller Weg                       |      |      | → Weilerstraße           | | |
| Jägerstraße                      |      | 1936 | → Wilhelmshavener Straße | | |
| Ludendorffstraße                 | 1918 | 1945 | → Buschhausener Straße   | Erich Ludendorff, 1865–1937, deutscher General und Politiker | Vor 1918 trug die Straße den Namen Mathildenstraße.                                                                                           |
| Mathildenstraße                  |      | 1918 | → Buschhausener Straße   | | Nach 1918 hieß die Straße zunächst Ludendorffstraße.                                                                                          |
| Meidericher Straße               |      | 1927 | → Niebuhrstraße          | Die Straße gehörte teilweise bzw. führte nach Meiderich. | In Einvernehmen mit der Stadt Duisburg, zu der die andere Straßenhälfte gehört, wurde die Meidericher Straße 1927 in Niebuhrstraße umbenannt. |
| Neue Brückenstraße               | 1873 |      | → Nelkenstraße           | Die Neue Brückenstraße führte zur 1873 errichteten Holzbrücke über die Emscher nach Buschhausen. | Später wurde die Straße zunächst der Liricher Straße zugeordnet.                                                                              |
| Obermeidericher Provinzialstraße |      | 1892 | → Ruhrorter Straße       | Die Straße führt nach Obermeiderich. | |
| Waghalsstraße                    |      | 1937 | → Siebenbürgenstraße     | | |
| Wasserleitungsstraße             |      | 1911 | → Wilmsstraße            | Hier verlief ein Entwässerungsgraben, der um 1850 von der Zeche Concordia angelegt worden war und im Volksmund den Namen Wasserleitung bekommen hatte.                                                                                                | |
| Zum hohen Kreuz                  |      |      | → Kreuzstraße            | Zum hohen Kreuz verlief über den Westfriedhof und dabei an einem hohen Kreuz vorbei, nachdem die Straße vermutlich benannt ist. Möglich ist auch, dass das zweimalige Kreuzen der Stadtgrenze durch die Straße Ursache für die Benennung gewesen ist. | |